# São Sebastião (Lagos)
São Sebastião ist ein portugiesischer Ort und eine ehemalige Gemeinde (Freguesia) im Kreis (Concelho) von Lagos. Auf einer Gemeindefläche von 19,8 km² lebten 14.014 Einwohner (Stand 30. Juni 2011).
Die Gemeinde São Sebastião stellte, zusammen mit der Gemeinde Santa Maria, das Stadtgebiet von Lagos dar.
Am 29. September 2013 wurden die Gemeinden Lagos (São Sebastião) und Lagos (Santa Maria) zur neuen Gemeinde União das Freguesias de Lagos (São Sebastião e Santa Maria) zusammengeschlossen. Lagos (São Sebastião) ist Sitz dieser neu gebildeten Gemeinde.